# Аксельрод, Любовь Исааковна
Любо́вь Исаа́ковна Аксельро́д, литературный псевдоним Ортодокс (нем. Esther Luba Axelrod; 1868, Дуниловичи, Вилейский уезд, Виленская губерния — 5 февраля 1946, Москва) — российская революционерка, философ и литературовед. Доктор философии (1900). Старшая сестра Иды Аксельрод.

## Биография
Эстер-Либа Аксельрод родилась в местечке Дуниловичи Вилейского уезда Виленской губернии в семье раввина; мать была дочерью раввина. В 1883 году стала участницей полтавского революционного кружка. После привлеченная к жандармскому дознанию в 1886 году уехала в Харьков, где работала в народнической организации. Затем революционную деятельность продолжала в Мелитополе, Санкт-Петербурге и Вильне.
В 1887 году после неудачного покушения народовольцев на императора Александра III и провала народовольческой организации в Вильне эмигрировала во Францию, затем переехала в Швейцарию, где поступила в Коммерческий институт в Винтертуре, но из-за тяжёлого материального положения была вынуждена прервать обучение.
В 1892 году, окончательно порвав с народничеством, перешла на позиции марксизма, вступила в группу «Освобождение труда» и на протяжении многих лет оставалась самым преданным соратником её лидера Плеханова при всех внутренних расколах и раздорах среди русских марксистов, особенно обострившихся после образования в 1903 году большевистского крыла во главе с В. Лениным.
В 1894 году поступила на философский факультет Бернского университета, где, помимо философии, много занималась историей и историей французской литературы XVII—XIX вв. По окончании университета в 1900 году защитила диссертацию на тему о мировоззрении Льва Толстого (её диссертация в 1902 году была опубликована на немецком языке в Штутгарте) и вскоре стала одним из основных авторов статей на философские темы в социал-демократических изданиях «Искра» и «Заря», примкнув к меньшевистской фракции.
В 1906 году, после объявления амнистии членам оппозиционных партий, вернулась в Россию уже как видный деятель партии меньшевиков и самый авторитетный после Г. В. Плеханова эксперт по вопросам марксистской философии.
В 1906 году вышел в свет сборник «Философские очерки», где с меньшевистских позиций Аксельрод критиковала неокантианцев Н. А. Бердяева, П. Б. Струве и других, а также гносеологию И. Канта и неокантианцев. Благодаря этому сборнику и, особенно, статьям, направленным против A. A. Богданова и других «философских отступников» от марксизма (позднее эти статьи вошли в изданный в 1922 году сборник «Против идеализма»), в обличении которых опередила В. И. Ленина, она завоевала в среде российской социал-демократии, в том числе и большевиков, репутацию непоколебимого защитника «чистоты» марксистской философии (отсюда и псевдоним «Ортодокс»).
Во время Первой мировой войны занимала оборонческую позицию. В начале революции 1917 года была членом ЦК меньшевиков, затем членом ЦК плехановской группы «Единство».
В начале 1920-х годов Аксельрод преподавала в Институте красной профессуры, затем работала в Институте научной философии Российской ассоциации научно-исследовательских институтов (РАНИОН) АН СССР и Государственной академии художественных наук. В 1921—1925 годах профессор кафедры философии факультета общественных наук МГУ, действительный член НИИ научной философии при факультете (1922—1925), с 1925 года профессор кафедр исторического материализма факультетов советского права и этнологического факультета.
В начале 1930-х годов Аксельрод причислили к так называемым «механистам», которых обвиняли в ревизии марксистской философии, после чего её имя было предано забвению. Аксельрод обвиняли (в частности А. М. Деборин) в приверженности к «сионистской философии истории», поскольку в одной из статей (журнал «Красная новь», 1925) она согласилась с точкой зрения о еврейских религиозных истоках философской системы Б. Спинозы.
Последняя книга Л. Аксельрод была издана в 1934 году.
Любовь Исааковна Аксельрод скончалась в Москве 5 февраля 1946 года. Похоронена на новом Донском кладбище. Её захоронение находится в закрытом колумбарии № 16 (секция 3, ниша 526).

## Места проживания
В 1917 году — Царское село, Нижний бульвар 5.